# Fays-la-Chapelle
Fays-la-Chapelle è un comune francese di 154 abitanti situato nel dipartimento dell'Aube nella regione del Grand Est.

## Società

### Evoluzione demografica
Abitanti censiti